# Кевін Кубемба
Кевін Кубемба (фр. Kevin Koubemba, нар. 23 березня 1993, Евер) — конголезький футболіст, нападник.

## Кар'єра
Кубемба народився в Кулоньє, виступав за «Ам'єн», «Лілль», «Брест» та «Сінт-Трюйден».
31 січня 2017 року Кубемба підписав контракт з болгарським клубом ЦСКА (Софія). У січні 2018 року залишив клуб.
23 липня 2018 року Кубемба підписав контракт з клубом Прем'єр-ліги Азербайджану «Сабаїл».
7 червня 2019 року Кубемба підписав дворічний контракт з клубом Прем'єр-ліги Азербайджану «Сабах».
Після виступів в Албанії у складі «Теути» у 2022 році підписав контракт з малайзійським клубом «Куала-Лумпур Сіті».
29 вересня 2022 року Кубемба став гравцем одеського «Чорноморця». Вперше у складі одеської команди зіграв 8 жовтня 2022 року, коли вийшов на заміну в кінці матчу 6-го туру чемпіонату України 2022/23 проти «Ворскли». У лютому 2023 року залишив одеську команду.

## Виступи за збірну
Дебютував на міжнародній арені за збірну Конго 2014 року. Спочатку був включений до попереднього складу збірної Конго з 38 осіб на Кубок африканських націй 2015 року, але через тиждень був виключений зі списку.